# Cucujoidea
Cucujoidea je nadfamilija buba. Ova grupa je ranije uključivala sve porodice koje su sada uključene u nadporodicu Coccinelloidea. Ona uključuje neke gljivične bube i raznolikost linija „potkornjaka“ koji nisu povezani sa „pravim“ potkornjacima (Scolytinae), koji su žižci (nadporodica Curculionoidea).

## Taksonomija
Prema reviziji iz 2015. godine, sledećih 25 porodica čini superporodicu Cucujoidea:
- Agapythidae Sen Gupta and Crowson, 1969
- Boganiidae Sen Gupta & Crowson, 1966
- Cavognathidae Sen Gupta & Crowson, 1966
- Cryptophagidae Kirby, 1826 – silken fungus beetles
- Cucujidae Latreille, 1802 – flat bark beetles
- Cybocephalidae Jacquelin du Val, 1858
- Cyclaxyridae Gimmel, Leschen & Ślipiński, 2009 – sooty mould beetles
- Erotylidae Latreille, 1802 – pleasing fungus beetles
- Helotidae Reitter, 1876
- Hobartiidae Sen Gupta & Crowson, 1966
- Kateretidae Erichson in Agassiz, 1846 – short-winged flower beetles (= Brachypteridae)
- Laemophloeidae Ganglbauer 1899 – lined flat bark beetles
- Lamingtoniidae Sen Gupta & Crowson, 1966
- Monotomidae Laporte, 1840 – root-eating beetles
- Myraboliidae Lawrence and Britton, 1991
- Nitidulidae Latreille, 1802 – sap beetles
- Passandridae Erichson, 1845 – parasitic flat bark beetles
- Phalacridae Leach, 1815 – shining flower beetles
- Phloeostichidae Reitter, 1911
- Priasilphidae Crowson, 1973
- Protocucujidae Crowson, 1954
- Silvanidae Kirby, 1937 – silvanid flat bark beetles
- Smicripidae Horn, 1879 – palmetto beetles
- Sphindidae Jacquelin du Val, 1860 – dry-fungus beetles
- Tasmosalpingidae Lawrence and Britton, 1991
- †Parandrexidae Kirejtshuk, 1994 (Middle Jurassic-Early Cretaceous)
- †Wabbelidae Alekseev, 2017[2] (Eocene)

### Izumrli rod
- †Alloterocucus Li et al., 2022 Burmese amber, Myanmar, mid-Cretaceous (latest Albian- earliest Cenomanian)

## Spoljašnje veze
- Mediji vezani za članak Cucujoidea na Vikimedijinoj ostavi